# Saturnier

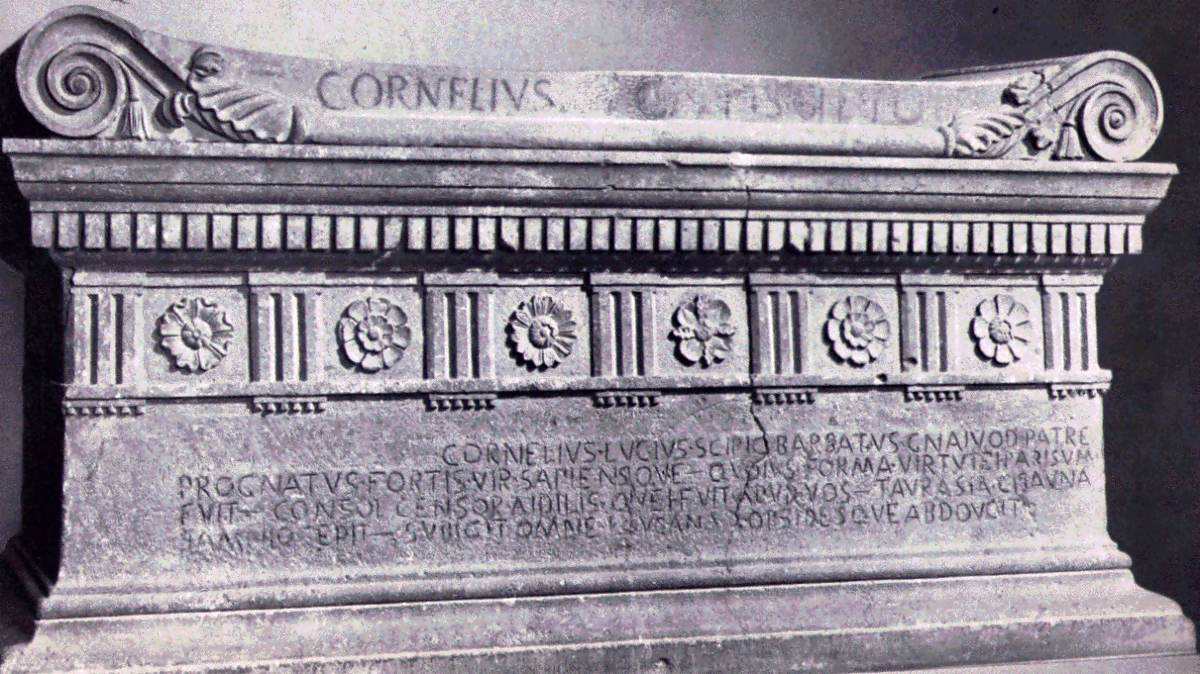
Sarkophag des Lucius Cornelius Scipio Barbatus mit einer Inschrift in Saturniern.

Der Saturnier, auch saturnischer Vers (lateinisch versus saturnius und in antiken Quellen manchmal versus faunius „faunisches Versmaß“) ist eine antike Versform der lateinischen Metrik. Er gilt als ursprünglich italisches Versmaß, ein früher griechischer Einfluss wird allerdings für möglich gehalten.
Als in Saturniern verfasst gelten die Odusia des Livius Andronicus (eine lateinische Nachdichtung der Odyssee) und das Epos Bellum Poenicum von Gnaeus Naevius. Von beiden Werken sind nur Fragmente erhalten. Als weitere Beispiele gelten die Sentenzen des Zensors (312 v. Chr.) Appius Claudius Caecus und Inschriften im Grab der Scipionen. Bei weiteren verstreuten Inschriften ist die Klassifizierung als Saturnier umstritten. Insgesamt gibt es weniger als 200 überlieferte Beispiele.
Nach Ennius wurde der Saturnier im Epos vom daktylischen Hexameter abgelöst, der auch im griechischen Epos für die Gattung charakteristisch war. Das Versmaß der Grabinschriften wurde das elegische Distichon.

## Problem des Saturniers
Als das „Problem des Saturniers“ wird in der klassischen Philologie der Umstand umschrieben, dass über diese Versform genau genommen absolut nichts Gesichertes gesagt werden kann und dass diese Situation nicht neu ist, sondern offenbar bereits in der Antike bestand. Im Einzelnen ist nicht bekannt bzw. umstritten:
- Name: Es ist unklar, ob und ab wann der Begriff als terminus technicus aufgefasst wurde, der anfangs möglicherweise eher eine abfällige Bezeichnung für einen altertümlichen Vers war.
- Herkunft: Ob er autochthon italisch, griechischen Ursprungs oder die griechisch beeinflusste Überformung einer indogermanischen Urform darstellt, ist unklar und umstritten.
- Versprinzip: Es ist umstritten, ob das zugrundeliegende Versprinzip akzentuierend (die Silbenbetonung ist maßgeblich) oder quantitierend (die Silbenlänge ist maßgeblich, wie in der griechischen und dann in der klassischen lateinischen Metrik) ist, oder ob eine Mischform vorliegt.
- Versmaß vs. Versgattung: Die metrischen Abweichungen der überlieferten Beispiele sind untereinander so groß, dass es nicht klar ist, ob es sich um ein festes Versmaß gehandelt hat, von dem die Autoren der überlieferten Texte dann abgewichen wären, oder ob es eher eine Versgattung oder eine Art Bauprinzip für eine Gruppe ähnlicher Versmaße ist. Zudem wurde „Saturnier“ zumindest in der Spätantike als Sammelbezeichnung für „altertümlichen Vers“ allgemein verwendet.

Kruschwitz stellt in seinem Artikel zu den antiken Quellen der Begriffsgeschichte die chronologische Entwicklung wie folgt dar:
Ausgangspunkt ist die bekannte Stelle im Proömium des siebten Buches der Annales des Ennius:
scripsere alii rem
versibus, quos olim Fauni vatesque canebant
„Andere haben darüber geschrieben
in Versmaßen, die einst Faune und Seher zum Vortrag brachten.“
Dies stellt nach heutiger Auffassung einen polemischen Seitenhieb auf das Bellum Punicum des Naevius dar, dessen Versmaß durch quos olim Fauni vatesque canebant als altertümlich abgewertet werden soll, ähnlich wie heute etwas als „altertümlich“ oder „vorsintflutlich“ im Sinn von „veraltet“ bezeichnet wird, ohne damit zu meinen, der betreffende Gegenstand stamme tatsächlich aus dem Altertum oder aus der Zeit vor der Sintflut (ähnlich weit zurückliegend und halb mythisch war für Ennius das Zeitalter der Faunen und Seher).
Man scheint aber die Äußerung des Ennius in der Folge wörtlich genommen zu haben, woraus die Auffassung entstand, der Saturnier sei erstens ein sehr archaisches und zweitens ein kultisch-sakrales Versmaß gewesen. Beides wird durch die Überlieferung nicht gestützt, da die ältesten Belege des Saturniers eben einmal 100 Jahre älter als die Annales des Ennius sind und die Verwendung hauptsächlich Epos und Epigramm gewesen zu sein scheint. Weiter ist zu bemerken, dass der Begriff versus bzw. numerus saturnius bzw. faunius hier explizit nicht erscheint.
Varro baut dann in seinem Buch De lingua latina die kurze Stelle des Ennius kräftig aus und schreibt:
Fauni dei Latinorum, ita ut et Faunus et Fauna sit; hos versibus, quos vocant Saturnios, in silvestribus locis traditum est solitos fari futura, a quo fando Faunos dictos. Antiqui poetas vates appellabant a versibus viendis, ut de poematis cum scribam ostendam.
„Faune sind Götter der Latiner, wobei es sowohl Faunus als auch Fauna gibt; diese sollen in Versmaßen, die man Saturnier nennt, in bewaldeten Regionen gesprochen haben (fari); vom Wort fari abgeleitet nannte man sie Fauni. Die alten Dichter nannte man vates, hergeleitet davon, daß sie „Verse winden“ (a versibus viendis), wie ich, wenn ich mein Buch De poematis schreiben werde, zeigen will.“
Hier wird die offensichtlich Polemik im Zitat des Ennius völlig ignoriert, der Zeitbezug für bare Münze genommen und die Ennius-Stelle als Beleg für die Sitten und Gebräuche zu Zeiten der Faune und Seher verwendet. Hier taucht zudem erstmals der „Saturnische Vers“ als Begriff auf (versibus, quos vocant Saturnios).
In einer Stelle in den Briefen des Horaz wird auf diesen Saturnischen Vers (jetzt wieder abwertend) Bezug genommen, es bleibt aber unklar, ob Horaz sich damit auf die Werke von Naevius und Livius Andronicus bezieht, die er weiter oben im gleichen Text angeführt hat, oder ob er allgemein von einer bäuerlich groben (da vorgriechischen) lateinischen Metrik spricht:
Graecia capta ferum victorem cepit et artis intulit agresti Latio, sic horridus ille defluxit numerus Saturnius, et grave virus munditiae pepulere; sed in longum tamen aevum manserunt hodieque manent vestigia ruris.
„Griechenland ward jetzt unterworfen; doch unterwarf es sich selbst seinen rauhen Besieger, brachte ihm die Künste ins ländliche Latium. So verschwand denn allmählich jenes ungefüge saturnische Versmaß, und Sauberkeit verdrängte üblen Schmutz; doch blieben sie für lange Zeit und dauern selbst heute noch immer, die Spuren bäuerlichen Ungeschmacks.“
Aus dem Kontext schließt Kruschwitz, dass hier eher von der zweiten, allgemeineren Bedeutung auszugehen ist.
Die erste überlieferte Verslehre, die sich mit dem Saturnier ausführlicher beschäftigt, ist ein dem Caesius Bassus, einem Dichter des 1. Jahrhunderts, zugeschriebenes Liber de metris. Der Verfasser ist ein Anhänger der Derivationstheorie, die alle Metren aus dem (griechischen) jambischen Trimeter und daktylischen Hexameter herleiten will, dementsprechend sieht er im Saturnier ein ursprünglich griechisches Versmaß, das durch den metrischen Unverstand der lateinischen Autoren derart bis zur Unkenntlichkeit verstümmelt wurde, dass es schwerfällt, überhaupt gültige Beispiele zu finden:
„Es gilt, über den Saturnier zu sprechen; von dem meinten unsere Landsleute, er sei ein eigenes Produkt der italischen Landschaft, aber sie täuschen sich. Denn von den Griechen wurde er verschiedenartig und auf vielfältige Weise genutzt, nicht nur von den Komikern, sondern auch von den Tragikern. Unsere alten Dichter jedoch, um deutlich auszusprechen, was offensichtlich ist, haben ihn genutzt, ohne die Gesetzmäßigkeit einzuhalten und die Einheitlichkeit so zu wahren, dass die Verse untereinander übereinstimmen, sondern sie haben — abgesehen davon, dass sie ganz holprige Verse gebildet haben — auch bald zu kurze, bald zu lange Verse eingestreut, so dass ich bei Naevius kaum einen Vers finde, den ich als Beispiel anfuhren könnte.“
Und er fährt fort:
„Aber aus all diesen Versen, die ganz unebenmäßig und zum Vorführen denkbar ungeeignet sind, ist der am besten, den die Meteller über Naevius verfasst haben, von dessen Dichtung sie einige Male provoziert worden waren …“
Er zitiert dann den in den folgenden Zeiten immer wieder als Standardbeispiel des Saturniers wiedergegebenen Vers:
Malum dabunt Metelli Naevio poetae
Dazu gibt er die folgende Interpretation:
„Dieser Saturnier nämlich besteht aus dem hinteren Versglied des jambischen Septenars und einem phallischen Metrum.“
Diese metrische Interpretation bildet bis heute das erste der beiden den Beispielen des Saturniers unterlegten Grundschemata, die jeweils aus zwei durch Dihärese getrennten Kola bestehen. Das metrische Schema der ersten Grundform ist:
×—×◠ | ×—◠ ‖ —◡◠ | ×—◠
also ein katalektischer jambischer Quaternar und ein Ithyphallikos. Die beiden Nebendihäresen werden übrigens als Korschsche Dihäresen bezeichnet.
Das Schema der zweiten Form stimmt im ersten Kolon überein, während das zweite als reizianisches Kolon interpretiert werden kann:
×—×◠ | ×—◠ ‖ ×—×—◠
Das Problem dieser Schemata ist, dass genau wie Caesius Bassus bemerkte, sich kaum ein Vers findet, der sie vollständig realisiert, dafür aber zahlreiche nicht übereinstimmende Beispiele, sodass die Gültigkeit der zugrundeliegenden Abstraktion fragwürdig wird.
Weitere Metriker wie Terentianus Maurus (2./3. Jhdt.) und Marius Plotius Sacerdos (3. Jhdt.) wiederholen im Wesentlichen das von Caesius Bassus Gesagte.
Bei Atilius Fortunatianus (Mitte 3. Jhdt.) wird dagegen die Theorie einer italischen Herkunft des Saturniers vertreten:
„Das Saturnische Metrum hat man zuerst in Italien verwendet. Es wurde nämlich benannt nach Saturnia, der ältesten Stadt Italiens.“
Außerdem gibt er als Beispiel eines Saturniers
summas opes qui regum regias refregit
an, einen Vers, der sich bei Caesius Bassus nicht findet, Atilius Fortunatianus scheint also noch auf andere Quellen zurückgegriffen zu haben.
Im 4. Jahrhundert wird der Saturnier in den Schriften einiger Grammatiker mehr oder minder ausführlich behandelt. So findet sich bei
Marius Victorinus erstmals die Bezeichnung versus faunius. Bei Flavius Sosipater Charisius erscheint „Saturnier“ als generische Bezeichnung für alte Versmaße. Außerdem sagt er, der Saturnier wäre im Zeitalter des Saturnus als feierlicher Schluss der sententiae verwendet worden, also als eine Art rhetorischer Klausel bzw. nach anderen sei es der in der Apotheose des latinischen Königs Saturnus verwendete Vers gewesen. Ähnlich schreibt Diomedes Grammaticus, dass saturnium in honorem dei Naevius invenit, der Saturnier sei von Naevius zu Ehren des Gottes erfunden worden. Dazu gibt er die erstaunlich einfache Deutung des Saturniers als hypermetrischer jambischer Senar. Und Flavius Mallius Theodorus gibt an der Wende vom 4. zum 5. Jahrhundert ein ähnliches metrisches Schema an wie seine Vorgänger, nämlich katalektischer jambischer Dimeter und trochäische Tripodie.
Von Maurus Servius Honoratius schließlich gibt es zwei Stellen, die sich auf den Saturnier beziehen. Die eine im Georgica-Kommentar:
nam hoc est 'versibus incomptis ludunt', id est carminibus Saturnio metro compositis, quod ad rhythmum solum vulgares componere consuerunt
„Denn dieses ‚sie scherzen in schlichten Versen‘, d. h. in Liedern, die im Saturnischen Metrum verfasst sind, das die einfachen Leute allein ad rhythmum zu komponieren pflegten.“
Das in der Bedeutung unklare ad rhythmum componere wurde als Beleg für eine akzentrhythmische Deutung des Saturniers herangezogen.
Die zweite Stelle findet sich in De centum metris, wo Servius dann allerdings eine konventionelle, rein quantitierende Angabe zum saturnischen Versmaß gibt.
Der Ansatz einer akzentrhythmischen Deutung des Saturniers wurde von Wallace Martin Lindsay entwickelt. Die Interpretation des überlieferten Materials unter der Annahme, es läge den Versen ein akzentuierendes Prinzip zugrunde, liefert zwar deutlich regelmäßiger erscheinende Metrisierungen, allerdings fällt es schwer, anzunehmen, dass eine so wesentliche Änderung bis auf eine zweifelhafte spätantike Servius-Stelle unkommentiert geblieben sein könnte bzw. dass ein korrekter, akzentuierender Vortrag der alten Verse innerhalb relativ kurzer Zeit völlig in Vergessenheit geraten sein könnte. Kruschwitz geht von einer quantitierenden Interpretation des Saturniers aus und Boldrini bezeichnet die akzentrhythmische Interpretation kurzweg als „gescheitert“, womit er wohl die Meinung der Mehrheit wiedergibt. Dennoch mag das letzte Wort nicht gesprochen sein.
Dem von modernen Metrikern in der Nachfolge von Paul Maas gern geübten Verfahren, die Schriften antiker Metriker in den Hintergrund zu stellen und antike Versmaße möglichst allein aus den überlieferten dichterischen Texten zu rekonstruieren, bietet der Saturnier eben aufgrund der bereits von den antiken Grammatikern festgestellten Uneinheitlichkeiten und zahlreichen Abweichungen (wenn denn der Saturnier als festgelegtes Versmaß je existiert hat) erhebliche Schwierigkeiten. Das „Problem des Saturniers“ muss daher trotz zahlreicher moderner Untersuchungen weiter als ungelöst gelten.
Das hat nicht daran gehindert, den problematischen Saturnier in Inschriften anderer italischer Sprachen (Faliskisch, Oskisch, Umbrisch und der Sprache der Paeligni) erkennen zu wollen oder ihn mit einem hypothetischen protoindoeuropäischen Versmaß in Beziehung zu setzen, so bei John Vigorita und M. L. West.